# 世附村
世附村（よづくむら）は、神奈川県足柄上郡に存在した村。現在の山北町北西部に位置した。

## 地理
- 山 ： 鉄砲木ノ頭、三国山、明神山、湯船山、不老山
- 川 ： 世附川
- 峠 ： 三国峠、世附峠

## 歴史
- 1889年（明治22年）4月1日 - 町村制の施行により、世附村が単独村制。中川村、玄倉村との町村組合が発足し、組合役場を中川村大字中川に設置。大字は編成しなかった。
- 1909年（明治42年）4月1日 - 中川村、玄倉村と合併して三保村が発足。同日世附村廃止。